# Yasser Larouci
Yasser Larouci (ياسر لعروسي; * 1. Januar 2001 in El Oued) ist ein algerisch-französischer Fußballspieler. Der Linksverteidiger steht bei ES Troyes AC unter Vertrag.

## Karriere

### Verein
Larouci wurde beim Le Havre AC als großes Talent eingestuft und war Kapitän der U17-Mannschaft. Nachdem er 2017 eine Vertragsverlängerung abgelehnt hatte, wurde er vereinslos. In dieser Zeit wurde er von Vereinen aus ganz Europa ins Visier genommen.
Larouci unterschrieb schließlich einen Vertrag beim FC Liverpool, wo er vorerst für die U18- und U19-Mannschaft spielte. Sein U18-Trainer Barry Lewtas beschrieb ihn als "aggressiv" und "blitzschnell". Er wurde zwar als Flügelspieler auf der linken Seite ausgebildet, später aber spielte er hauptsächlich als offensiver Linksverteidiger. 2019 gewann er mit der U18 den vierten FA Youth Cup in der Geschichte des Vereins, im Elfmeterschießen gegen die U18-Mannschaft von Manchester City.
Im Sommer 2019 begann er mit der ersten Mannschaft zu trainieren. Im Juli 2019 spielte er beim 6:0-Sieg im Testspiel gegen Tranmere Rovers erstmals für die erste Mannschaft von Liverpool. Anschließend spielte er auch in der Vorsaison-Tour für die erste Mannschaft.
Am 5. Januar 2020 gab Yasser Larouci sein Profidebüt für die erste Mannschaft in der dritten Runde des FA Cups beim 1:0-Heimsieg gegen den FC Everton, als er in der 9. Spielminute für den verletzten James Milner eingewechselt wurde. Insgesamt kam er zu zwei Cupeinsätzen für Liverpool. Zur Saison 2021/22 wechselte er zurück nach Frankreich zum ES Troyes AC in die Ligue 1. In Frankreich entwickelte er sich in den folgenden zwei Jahren zu einem wichtigen Stammspieler, allerdings stieg Troyes am Ende der Spielzeit 2022/23 in die Ligue 2 ab. Larouci kehrte daraufhin nach England zurück und wechselte per Leihe mit Kaufoption zu Sheffield United.

### Nationalmannschaft
Larouci besitzt sowohl die Staatsangehörigkeit von Algerien als auch die von Frankreich und war für beide Nationen spielberechtigt. Im März 2022 debütierte er in der französischen U21-Nationalmannschaft und bestritt mit ihr bis Sommer 2023 sechs Spiele. Mit der Mannschaft nahm er an der U21-Europameisterschaft 2023 teil, bei der er bis zum Ausscheiden im Viertelfinale in einem Spiel zum Einsatz kam.
Anschließend wechselte er zum algerischen Fußballverband und debütierte im Oktober 2023 bei einem Freundschaftsspiel gegen Ägypten in der algerischen A-Nationalmannschaft. Sein erstes Pflichtspiel folgte einen Monat später in der WM-Qualifikation gegen Somalia. Anfang 2024 nahm er mit der Mannschaft am Afrika-Cup teil, kam dort bis zum Ausscheiden in der Gruppenphase jedoch nicht zum Einsatz.

## Erfolge
FC Liverpool
- Englischer Jugend-Pokalsieger: 2018/19